# Fruit of the Loom
Fruit of the Loom er en amerikansk producent af beklædning og sportsudstyr, især casual beklædning og undertøj. Siden 2002 har det været et datterselskab til Berkshire Hathaway. Virksomheden er inddelt i Russell Athletic (casual sportstøj), Brooks Sports (løbesko & løbetøj), Spalding (boldspil) og Vanity Fair (undertøj).
I 2006 overtog Fruit of the Loom Russell Brands, LLC med der tilhørende brands. Virksomheden blev etableret i Rhode Island i 1851.